# Пове-дель-Граппа
Пове-дель-Граппа (итал. Pove del Grappa) — коммуна в Италии, располагается в провинции Виченца области Венеция.
Население составляет 2991 человек (на 2004 г.), плотность населения составляет 304 чел./км². Занимает площадь 9,84 км². Почтовый индекс — 36020. Телефонный код — 0424.
Покровителем коммуны почитается святой Вигилий из Тренто. Праздник ежегодно празднуется 26 июня.